# Michael Ratajczak
Michael Ratajczak (Herne, 1982. április 16. –) német labdarúgó, az MSV Duisburg kapusa.